# Николаевский собор (Симбирск)
Собор Николая Чудотворца (до 1844 г. — Свято-Троицкий собор) — утраченный кафедральный собор Симбирской епархии в городе Симбирск (ныне Ульяновск). Построен в 1704—1712 годах. Разрушен коммунистами в 1932 году.

## История

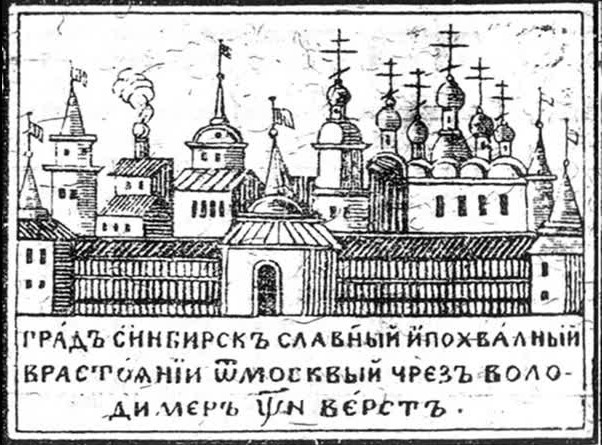
Лубочное изображение Синбирска 1700 г. В центре крепости — Николаевский собор (в то время — Свято-Троицкий собор).

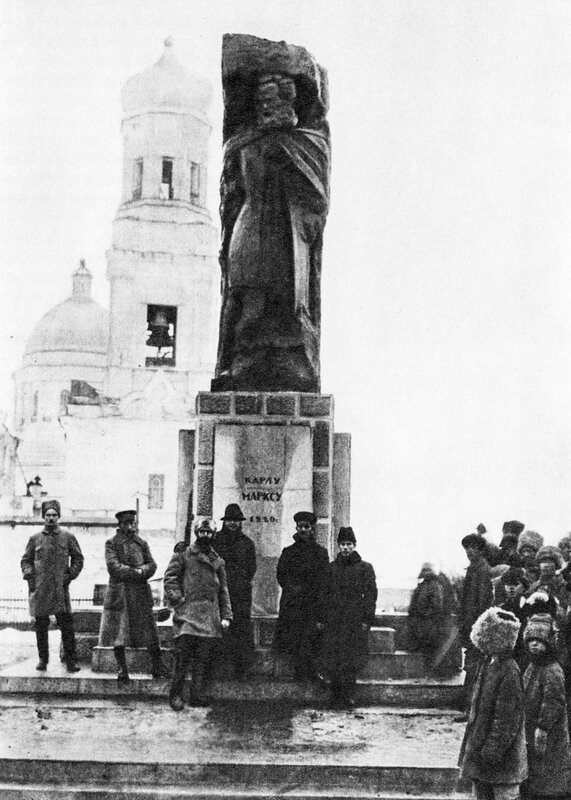
Открытие памятника Карлу Марксу, на заднем плане собор (1921).

Деревянная соборная Троицкая церковь была построена в 1648 году одновременно со строительством деревянной крепости, внутри которой она размещалась. 
В 1651 году причту Троицкой соборной церкви была пожалована вотчина при р. Свияге, напротив села Лаишевки — деревня Протопоповка с крестьянами. В 1764 году эта деревня, с крестьянами и землёю, была изъята из владения причта и перешла в ведомство государственной коллегии экономии.
В 1694 году собор сгорел, а в 1702 году на месте сгоревшего собора были заложены два придела будущего храма. Закладка главной части, посвящённая Святой Живоначальной Троице, была совершена только через два года — 4 июля 1704 года. Строительство закончилось в 1712 году. Сначала новый собор не имел колокольни, в нём была только деревянная звонница, над которой располагалась небольшая церковь, придел во имя святителя Николая. Каменная церковь была освящена во имя Святой Троицы, с приделом во имя Знамения Пресвятой Богородицы и во имя святителя Николая. До 1844 года собор назывался Свято-Троицким, после строительства рядом нового Троицкого собора (1827—1841 гг.) его переименовали в Николаевский.

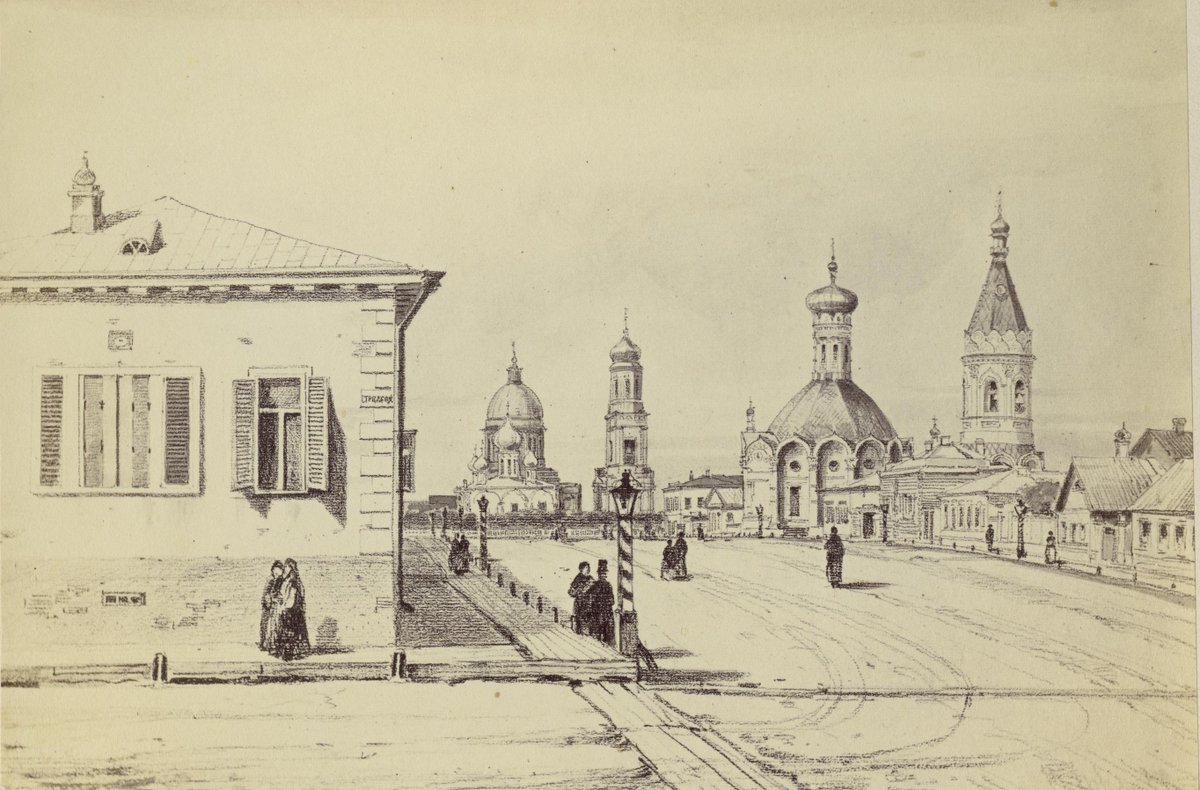
«Симбирск». Рисунок А. П. Боголюбова (1863).

В начале 1855 года обветшавшая деревянная звонница и бывший Николаевский придел при ней были разобраны. 30 августа 1855 года состоялась торжественная закладка каменной колокольни с устроенной в ней в память Крымской войны 1853—1856 годов церковью во имя великомученика Иоанна Воина. В 1857 году к Николаевскому собору была пристроена четырёхъярусная колокольня. Она и купол Троицкого собора стали высотными доминантами центральной части города.

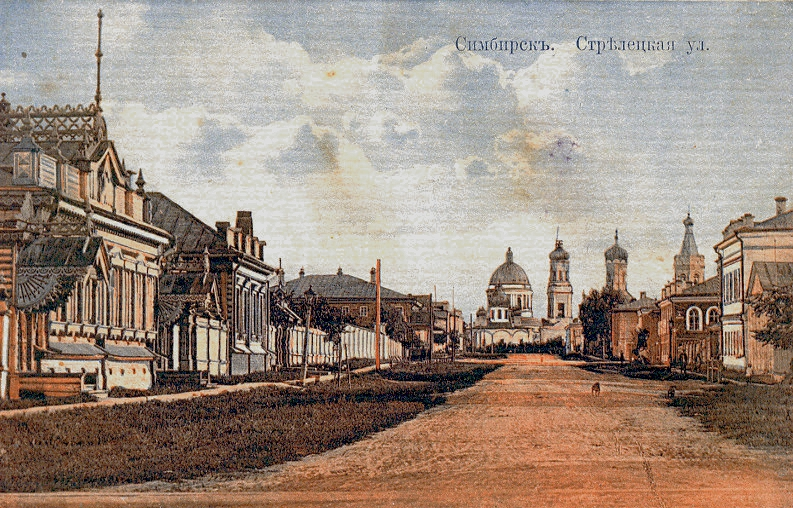
Открытка 1900 г. Вид со Стрелецкой улицы на соборы.

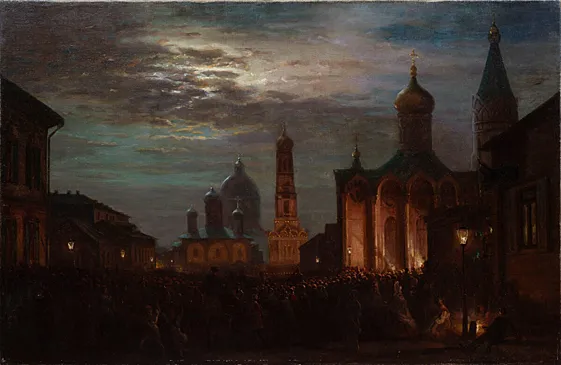
А. П. Боголюбов «Приезд цесаревича Николая Александровича в Симбирск» (1863). Вид на соборы.

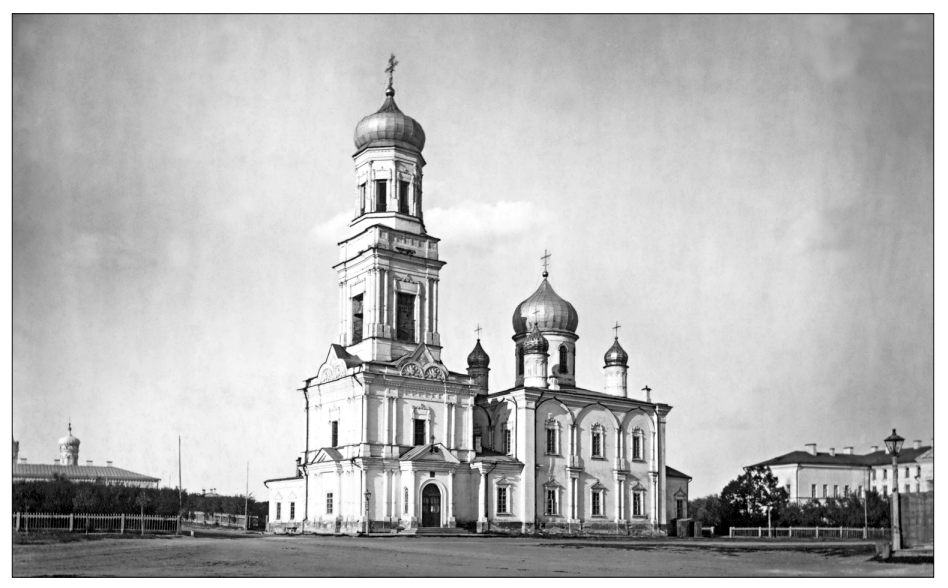
Николаевский кафедральный собор (Симбирск).

В 1892 году гражданским инженером В. Л. Ивановским был разработан проект реконструкции одноэтажной пристройки с северной стороны, которая была осуществлена в последующие годы. В 1894 году под алтарём собора устроена небольшая церковь, посвящённая святым Варсонофию, епископу Тамбовскому и Евгению, мученику Херсонскому. Эта церковь становится четвёртым пределом Николаевского собора.
На 1900 год кафедральный Николаевский (тёплый) собор имел четыре престола: главный, первоначально освящённый во имя Пресвятые Троицы, в 1844 году переименован во имя Святителя и Чудотворца Николая; второй, в приделе — в честь чудотворной иконы Знамения Пресвятые Богородицы; третий, в храме, находящемся в колокольне — во имя св. великомученика Иоанна Воина и четвёртый, в склепе епископов Симбирских Евгения и Варсонофия — во имя св. великомученика Евгения. На ремонт собора, ризницы и на другие церковные потребности получается из государственного казначейства 350 руб. в год. Капитал собора 14 169 руб. 66 коп. Причт состоял из протоиерея, ключаря, двоих священников, протодьякона, двоих дьяконов, двоих иподьяконов и троих псаломщиков.
7 ноября 1921 года возле собора состоялось открытие памятника Карлу Марксу.
В 1930 году собор закрыт и в 1932 году разрушен. На месте собора был разбит сквер и начало эспланады.

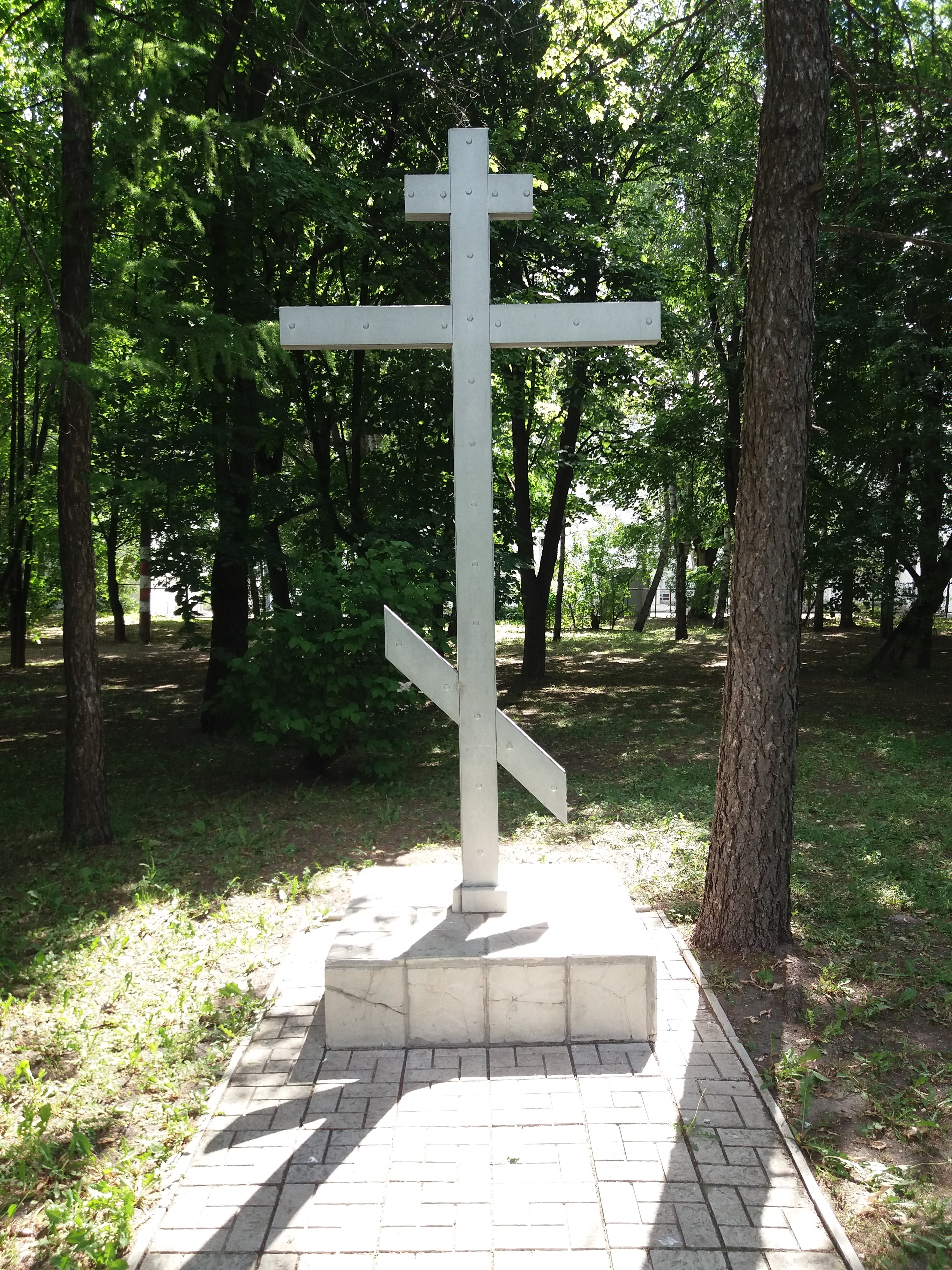
Памятный крест на месте снесённого Собора.

В 2014 году в сквере «Возрождения Духовности» Николаевскому собору установлен памятный знак.
На месте алтаря Николаевского собора установлен Поклонный крест.

## Описание

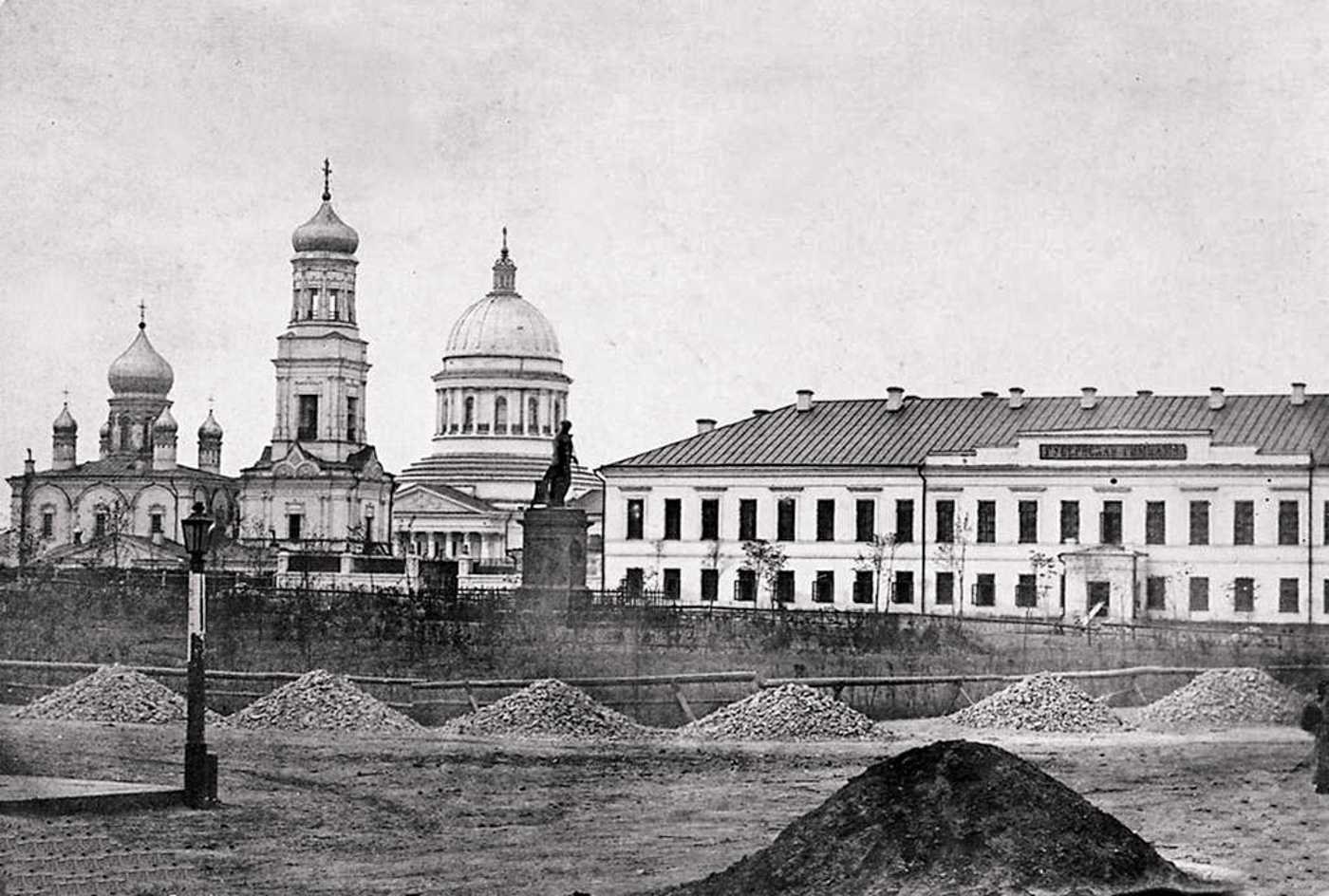
Устройство Карамзинского сквера в 1867 г.: памятник Н. М. Карамзину, Симбирская гимназия, Троицкий и Николаевский соборы.

Храм принадлежал к типу соборных храмов XVII века. Он представлял собой прямоугольный в плане, пятиглавый, четырёхстолпный крестово-купольный храм, с апсидой в виде трёх полукружий. Четыре главки по углам лаконичного кубовидного объёма были глухими. Кроме светового барабана центрального купола тёплый собор освещался двумя рядами окон. Стены храма членились лопатками и завершались тремя полуциркульными закомарами. Строгий и лаконичный декор внешнего облика собора контрастировал с богатством его внутреннего убранства. С северной стороны к храму примыкал небольшой Знаменский придел. Вход в собор был с южной стороны, через паперть, устроенную под колокольней. Внутри храма у западной стены были устроены полати или хоры. Алтарь от основной части отделялся древним резным пятиярусным иконостасом, возможно, по преданию, пожалованным городу царём Алексеем Михайловичем. Иконы в иконостасе были древнего письма. В 1840-х годах они были украшены драгоценными окладами и ризами. В алтаре находилась деревянная сень, устроенная над святым престолом.

## Святыни
- В год постройки первого деревянного храма — Свято-Троицкого собора — царь Алексей Михайлович прислал в Симбирск позолоченный, украшенный жемчугом и драгоценными камнями серебряный напрестольный крест, содержащий мощи и части риз 43 святых[11][12].
- Пожалованные царём Алексеем Михайловичем в 1653 году церковные книги, ризы и колокола (значительная часть уничтожена пожаром 1864 года)[12].
- Напрестольный крест и церковная утварь, перенесённые в собор из бывшей под горой Преображенской церкви[12].
- Чудотворные образа Божьей Матери Смоленской и «Умиление сердец» в богатых серебряных ризах, присланные по преданию Императором Петром Великим после его посещения города Симбирска в 1723 году[12].
- Часть ризы Господней, перенесённая из бывшей под горой Успенской церкви [12].

- Знамёна Симбирского ополчения, которые сгорели в пожаре 1864 года[6].
- В правом приделе собора находилась икона Усекновения главы Иоанна Предтечи — копия образа, пожалованного царём Иоанном Васильевичем  в 1553 году в Алатырский Богородицкий собор. Эту икону вручили начальнику Симбирского ополчения князю Д. В. Тенишеву в 1812 году, он поместил её в походной церкви, а потом передал в собор[13].
- В левом приделе — образ благоверного князя Александра Невского, дар симбирских чиновников в память о помощи, оказанной им императором Александром II после пожара 1864 года[13].

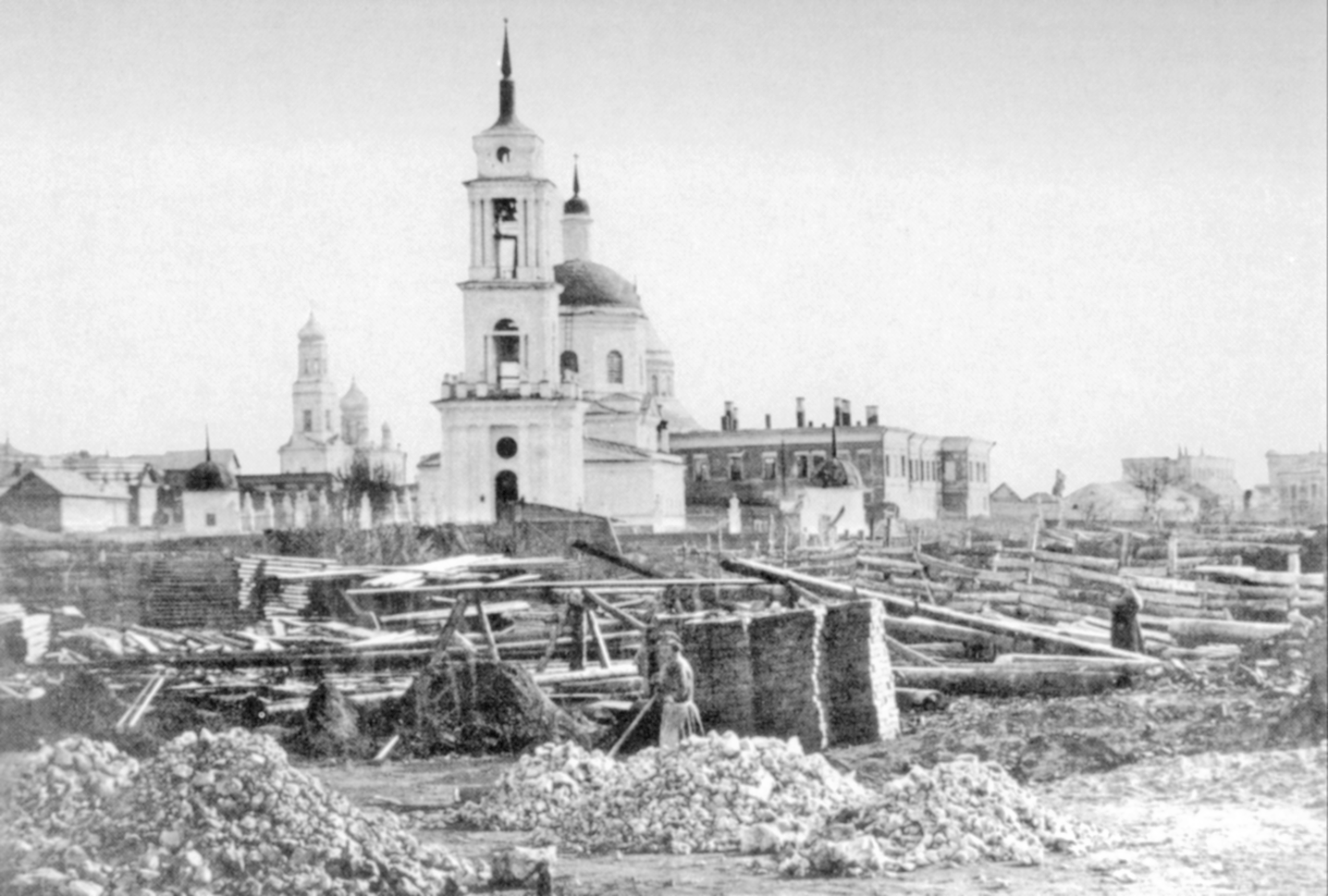
Троицкая церковь, а за ней — Никольский и Троицкий соборы. После пожара 1864 г. (фото 1865 г.).

- Троицкая церковь, а за ней — Никольский и Троицкий соборы. После пожара 1864 г. (фото 1865 г.).В храме была древняя икона Божьей Матери «Смоленская», по преданию, принесённая в город стрельцами[13].
- В иконостасе находился образ Богородицы «Умягчение злых сердец», к которой во время Пугачевского бунта жители города обращались с молитвой «об утолении злых сердец крамольников и об избавлении от неминуемой гибели»[13].
- Среди святынь особое место занимал образ Спаса Нерукотворного, располагавшийся ещё на воротах деревянной крепости Симбирска, а также крест с мощами 72-х святых[13].

## Захоронения
После учреждения в 1832 году Симбирской епархии в этом соборе стали хоронить «почивших о Господе в Симбирске архипастырей епархии Симбирской». В архиерейской усыпальнице были погребены:
- Феодотий (Озеров) — архиепископ Симбирский и Сызранский.
- Евгений (Сахаров-Платонов) — епископ Симбирский и Сызранский.
- Варсонофий (Охотин) — епископ Симбирский и Сызанский.
- Гурий (Буртасовский) — епископ Симбирский и Сызанский.

## Посещение собора Высокими Особами
Во время приезда в Симбирск собор посещали:
- В 1767 году его посетила императрица Екатерина II [14][15].
- В 1817 году его посетил Великий князь Михаил Павлович[16]
- В 1824 году его посетил император Александр I [17][18].
- В 1836 году — император Николай I [19].
- В 1837 году — будущий император Александр II[16].

## Духовенство
- попы Сергей да Василий, да дьяк Фалалей (на 1649)[20].
- протопоп Никифор Антонов и поп Антип Никифоров (на 1666)[21].
- протопоп Иван Алексеев (на 1681)[20].
- протопоп Захар Дементьянов (на 1695)[22], ключарь Косьма Фотиев[20].
- архимандрит Созонт (на 1767)[15].
- протоиерей Свято-Троицкого собора Андрей Милонов (на 1803), он же смотритель Симбирского духовного училища[23].
- протоиерей Павел Николаевич Охотин (на 1876)[24].
- Антоний (Флоренсов) (1878—1887)[24].
- архимандрит Назарий (на 1912)[25].

## Храмовые праздники
- 27 ноября — В Кафедральном Николаевском соборе в тёплой церкви во имя Знамения Пресвятой Богородицы — престольный праздник.
- 6 декабря — В тёплом Кафедральном соборе во имя Святителя Николая Мирликийского чудотворца — престольный праздник.

## Галерея

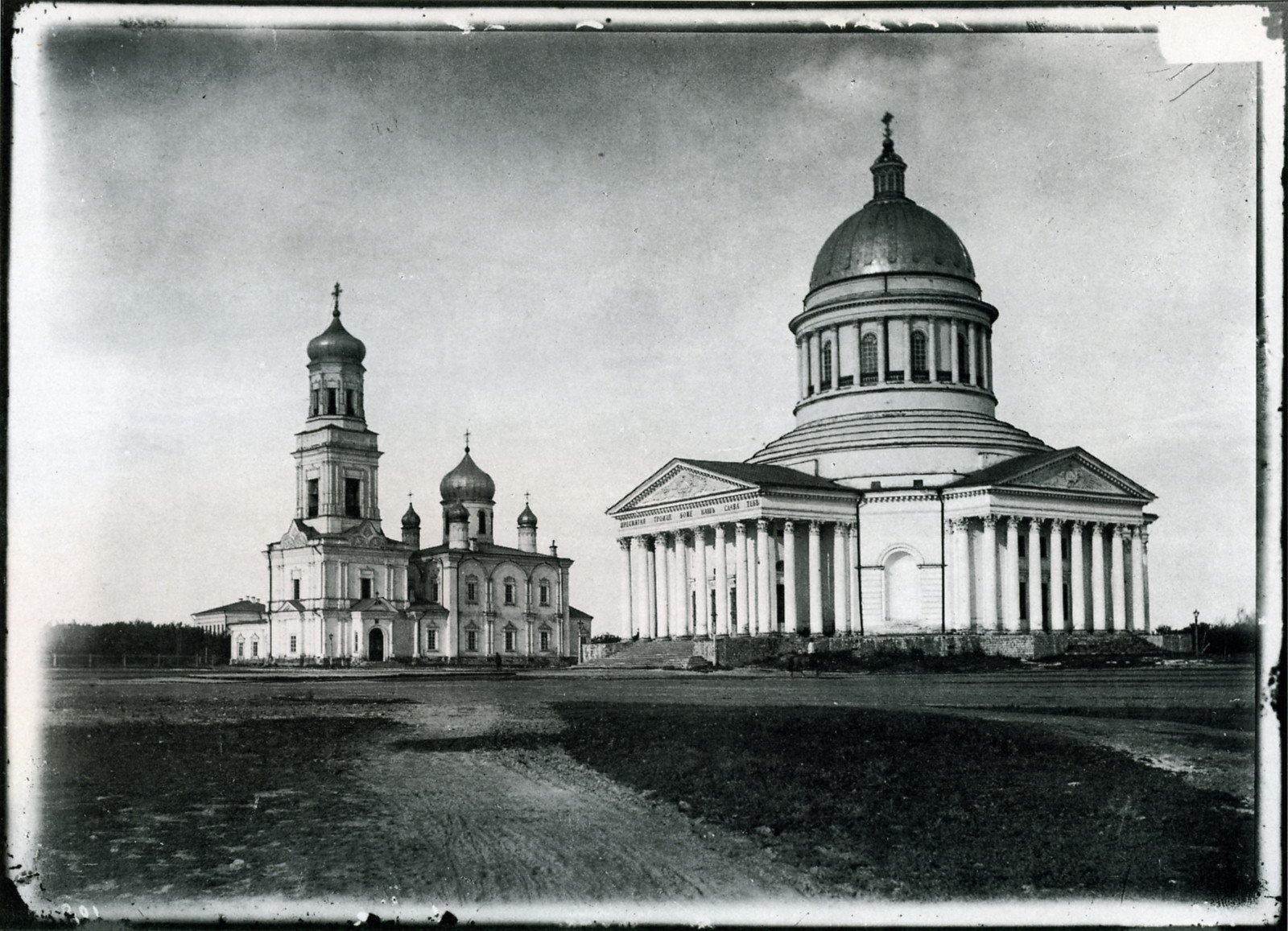
Два кафедральных храма — Никольский (зимний) и Троицкий (летний) в Симбирске.
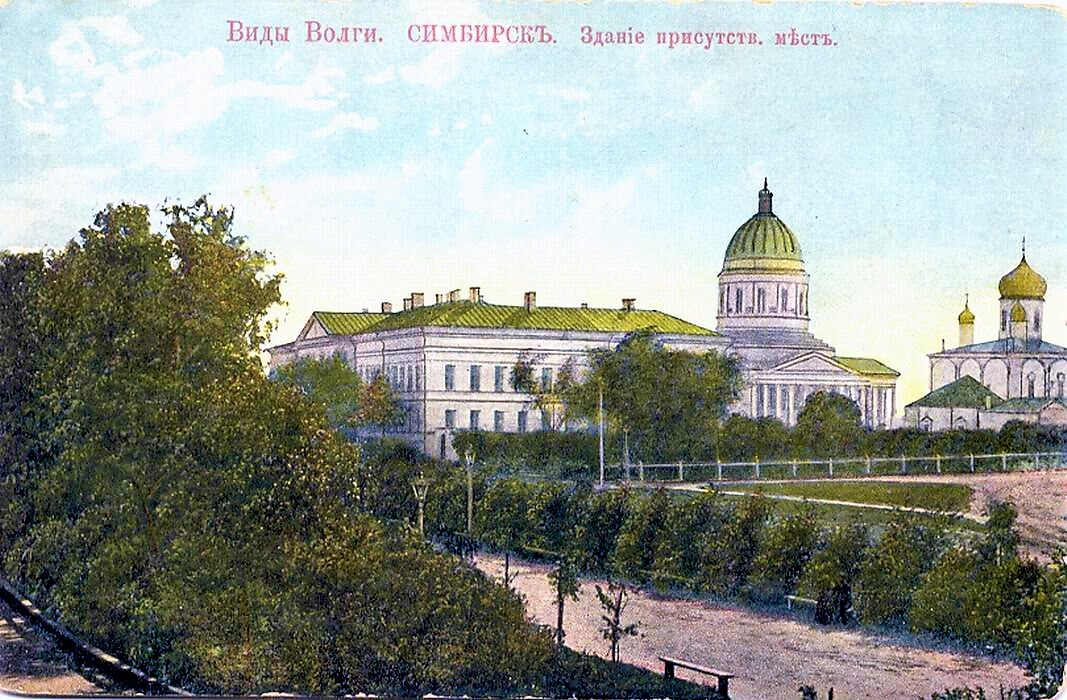
Открытка начала XX века. Здание Присутственных мест и Свято-Троицкий и Николаевский соборы.
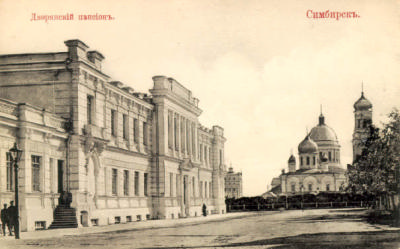
Фото 1907 г., ул. Стрелецкая — Дворянский пансион и Николаевский собор.
Памятный знак в сквере «Возрождения Духовности» — «Николаевский собор».